# Bregi Kostelski
Bregi Kostelski is een plaats in de gemeente Pregrada in de Kroatische provincie Krapina-Zagorje. De plaats telt 337 inwoners (2001).